# Adam Erdmann Trčka von Lípa
Adam Erdmann Graf Trčka von Lípa (auch Adam Erdmann Trzka von Leipa; tschechisch Adam Erdman Trčka z Lípy; * um 1599; † 25. Februar 1634 in Eger) war ein kaiserlicher Feldmarschallleutnant im Dreißigjährigen Krieg sowie Schwager und Anhänger Wallensteins, mit dem zusammen er 1634 in Eger ermordet wurde.

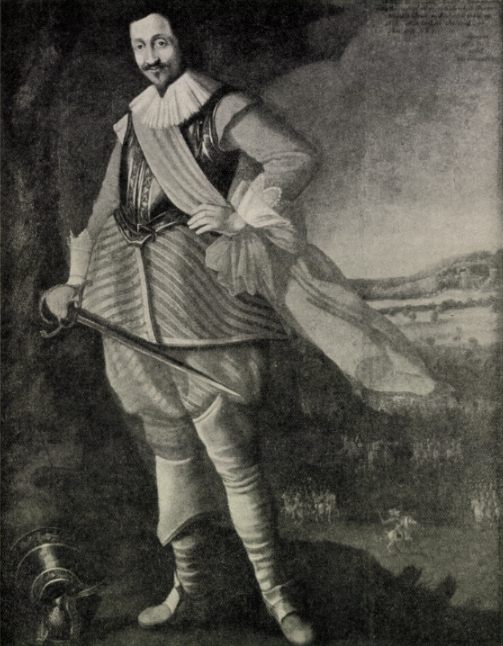
Adam Erdmann Graf Trčka von Lípa

## Leben
Adam Erdmann Trčka entstammte dem böhmischen Adelsgeschlecht der Trčka von Lípa. Diese gehörten neuerdings zu den größten Grundbesitzern in Böhmen. Seine Eltern waren Jan Rudolf Trčka von Lípa und Maria Magdalena, Tochter des Ladislavs d. Ä. von Lobkowitz. Er selbst und sein Vater wurden katholisch, die Mutter blieb protestantisch. Obwohl nach der Niederschlagung des Böhmischen Ständeaufstands Teile der Familie selbst emigriert waren, bereicherten sich die Eltern in erheblichem Umfang an Gütern von Exulanten, die sie nach deren Konfiskation billig erwarben. Dazu zählten Nachod, Neustadt, Adersbach und Schatzlar.
Seine Geschwister waren:
- Wilhelm/Vilém Trčka von Lípa († 1634), protestantischer Emigrant
- N. N.; † vor 22. Januar 1606; verlobt gewesen mit Heinrich Matthias von Thurn, dem später in schwedischen Diensten stehenden militärischen Anführer der böhmischen Emigranten
- Elisabeth/Alžběta/Eliška († 1638), heiratete Wilhelm Kinsky, der als protestantischer Emigrant in Dresden lebte und dort politisch aktiv war
- Johanna († 1651), heiratete 1627 Johann Wilhelm von Schwanberg

Am 30. August 1627 vermählte sich Trčka auf dem väterlichen Schloss Opočno mit Maximiliane (1608–1662), Tochter des kaiserlichen Rats Karl von Harrach und der Maria Elisabeth von Schrattenbach. Durch die Heirat wurde Trčka ein Schwager Wallensteins, der mit Maximilianes Schwester Isabella verheiratet war. Der Prager Kardinal-Erzbischof Ernst Adalbert von Harrach war ein Bruder der Braut. Erst einen Tag vor der Hochzeit trat der Protestant Trčka zum katholischen Glauben über, im folgenden Jahr auch sein Vater. Auf Veranlassung Wallensteins und vermutlich zur Belohnung für die Konversion verlieh der Kaiser am 28. Februar 1628 ihm und seinem Vater den Grafentitel und das Palatinat sowie etwas später die Würde eines Kammerherrn und kaiserlichen Rats.
Der Ehe mit Maximiliane entstammten die Kinder:
- Albrecht Adam Trčka von Lípa (* 1631; † im Kindesalter), dessen erster Vorname nach dem Taufpaten Albrecht von Wallenstein gewählt wurde
- Burian Maximilian Trčka von Lípa († im Kindesalter), dessen erster Vorname nach seinem Großvater väterlicherseits gewählt wurde
- Maria Isabella Trčka von Lípa (1631–1702), heiratete Siegmund Friedrich von Götzen (1622–1662), Sohn des kaiserlichen Generals Johann von Götzen.

Trčka wählte die militärische Laufbahn. Bereits 1626 war der junge Offizier als Volontär in die Armee Wallensteins eingetreten, mit dem er bald einen vertrauten Umgang hatte und der ihn zunehmend an wichtigen Kriegsverhandlungen beteiligte. Der Historiker Golo Mann kommentiert: „Verwöhnt, jovial und töricht, aber gut aussehend und von guten Manieren, scheint Adam dem einsamen Gemüt Wallensteins gut getan zu haben.“ Am 23. Februar 1630 beförderte er ihn in Jitschin zum Obristen. Nachdem Trčka ohne Wissen der königlichen Statthalter auf seinen Gütern Rekruten anwarb, beschwerte sich der Kaiser darüber bei Wallenstein. Vermutlich wurden die Anschuldigungen entkräftet, da Trčka nachfolgend vom Kaiser mehrere Patente erhielt, die ihn zur Anwerbung weiterer Regimenter berechtigten.
Bereits 1631, vor Wallensteins zweitem Generalat, soll er eine Annäherung an den schwedischen Kriegsgegner Gustav Adolf gesucht und bei nachfolgenden Unterhandlungen, die sich im Oktober 1631 zerschlugen, eine Vermittlerrolle gespielt haben. Es wird vermutet, dass dies eher aus eigenem Willen und aufgrund der vielfältigen Beziehungen der Familie Trčka zu den protestantischen Emigranten als auf Wunsch Wallensteins geschah. Vor allem Trčkas Eltern konspirierten mit den böhmischen Emigranten, deren politischer Anführer Kinsky ihr Schwiegersohn war und deren militärischer Führer Thurn es einst beinah geworden wäre. Trčkas Vater träumte von Wallensteins Wahl zum böhmischen König, die Mutter blieb lebenslang Protestantin; „die habgierige und halsstarrige Alte“, die mit großer Geschäftstüchtigkeit umfangreichen Besitz von Emigranten an sich gebracht hatte, führte stets ein von ihrer Tochter Elisabeth Kinsky übersandtes goldenes Medaillon mit einem Bildnis Gustav Adolfs in ihrem Beutel.
Nach der Schlacht bei Lützen, in der Gustav Adolf im Kampf gegen Wallenstein gefallen war, wurde Adam Erdmann Trčka von diesem öffentlich gelobt und ausgezeichnet. Bei den nachfolgenden geheimen Verhandlungen mit dem sächsischen Feldmarschall Hans Georg von Arnim soll Trčka als Unterhändler und Vertrauensmann Wallensteins gewirkt haben. Vermutlich wegen seiner Bemühungen um eine Waffenruhe wurde er im Sommer 1633 vom Kaiser zum Feldmarschallleutnant ernannt (offenbar unter Überspringung des Dienstgrades Generalwachtmeister). In dieser Position führte er die Vorhut bei Wallensteins Siegeszug durch Schlesien, die Mark Brandenburg und die Oberlausitz. Anschließend marschierte er über Kittlitz, Schluckenau und Kreibitz gegen Leitmeritz, wo sich sein Regiment mit dem Heer von General Matthias Gallas verband.
Zusammen mit Feldmarschall Ilow war Trčka maßgeblich am „Pilsener Schluss“ (auch „Pilsener Revers“) vom 13. Januar 1634 beteiligt, mit dem Wallensteins Offizierkorps diesem einen Treueeid leistete. Dies wurde vom Kaiser als Hochverrat gewertet und führte zu Wallensteins Absetzung. Die wallensteinischen Generäle Aldringen, Gallas und Piccolomini wurden beauftragt, Wallenstein tot oder lebendig auszuliefern. Am 25. Februar 1634 wurden in der sogenannten Mordnacht von Eger Trčka, Kinsky und Ilow zusammen mit Wallenstein ermordet. Auch Trčkas Adjutant, Rittmeister Heinrich Niemann (Neumann), fand den Tod.
Durch ein Dekret Ferdinands II. wurde Trčka ausdrücklich vom kaiserlichen Pardon ausgenommen, da er an dem Abfall Wallensteins vom Kaiser teilgenommen hatte. Schon vier Tage später wurden seine Besitzungen vom Kaiser konfisziert und das am 23. Mai 1633 von ihm errichtete Testament für ungültig erklärt. Trčkas ostböhmische Herrschaften Neustadt und Nachod schenkte der Kaiser seinen treuen Anhängern Leslie und Piccolomini, die an dem Mordkomplott beteiligt waren. Beide Herrschaften hatte Trčka bereits 1628 von seiner Mutter erworben. Sie waren seit 1629 auf seinen Namen in der böhmischen Landtafel verzeichnet. Auch die vielen Besitzungen, die Trčka nach dem Tod seiner Mutter 1633 als Alleinerbe erhalten hatte, gingen nach seinem Tod seinen Nachkommen verloren, ebenso die restlichen Besitzungen nach dem Tod des Vaters, der seinen Sohn nur um ein halbes Jahr überlebte.

## Literarischer Nachruhm
In Friedrich Schillers Dramentrilogie Wallenstein wird Adam Erdmann Trčkas Leben im zweiten Teil Die Piccolomini sowie im dritten Teil Wallensteins Tod als „Terzky“ literarisch verarbeitet. Vor allem spielt seine Frau Maximiliane als „Gräfin Terzky“, entgegen dem historischen Geschehen, im Bühnenstück eine Hauptrolle – modelliert nach dem Vorbild der Lady Macbeth.